# Grotte de Lorette-Rochefort
Cet article concerne la grotte de Lorette-Rochefort à Rochefort, Belgique. Pour la grotte Rochefort en Mayenne, France, voir Grotte Rochefort.
La grotte de Lorette-Rochefort ou grotte de Rochefort, une grotte à concrétions, a été creusée par la Lomme. Si l'existence de grottes à Rochefort est déjà mentionnée par l'Abbé de Feller en 1771 et par Jean Kickx et Adolphe Quételet en 1822 (Relation d'un voyage fait à la grotte de Han au mois d'août 1822), c'est en 1865 que la grotte de Rochefort est officiellement découverte par Alphonse Collignon. Elle est située à Rochefort et ouverte au public depuis 1870. La plus grande salle de la grotte, la « salle du Sabbat » mesure 39 mètres de haut. La température constante à l'intérieur se situe aux environs de 10 degrés toute l'année. La grotte offre un endroit où dormir aux chauves-souris, et il y a aussi quelques petits insectes et des araignées dans la grotte. La Lomme, qui autrefois coulait dans les grottes, coule maintenant dans les parties basses de la montagne. Les poissons qui pourraient être dans l'eau ne survivent que quelques jours.
Contrairement à beaucoup d'autres grottes de Belgique, elle a la particularité d'être très verticale. La grotte comporte six salles; la petite salle des Arcades est située à 80 m sous le château de Beauregard. La plus grande (65 sur 125 m) et la plus haute (35 mètres) salle est appelée la salle du Sabbat. Depuis plus de cent ans, le guide y fait s'envoler une petite montgolfière lumineuse pendant un son et lumière pour donner aux visiteurs une idée de sa hauteur. Cette salle, située à 65 mètres sous terre, doit son nom au prétendu "Sabbat de sorcière" qui selon les premiers visiteurs s'y tenait. Depuis 2003, la visite comporte aussi la plus petite salle souterraine "le Cataclysme".
Afin de débarrasser la grotte de sa réputation sinistre[Laquelle ?], la grotte a été récemment[Quand ?] rebaptisée "Lorette", du nom de la chapelle classée Notre-Dame-de-Lorette. Elle était autrefois connue sous le seul nom de Grotte de Rochefort.
Avant la visite de la grotte d'une heure est projeté le film Vidéokarst. 
Les failles de la grotte de Lorette-Rochefort sont étudiées par des appareils mesurant leur déplacement mais aussi les tremblements de terre même s’ils sont trop faibles pour être ressentis. D'autres mesurent la pesanteur, la pression atmosphérique, la température de l'air et de l'eau d'infiltration. Le tout est enregistré toutes les minutes par télématique.